# Vườn quốc gia Gyeongju

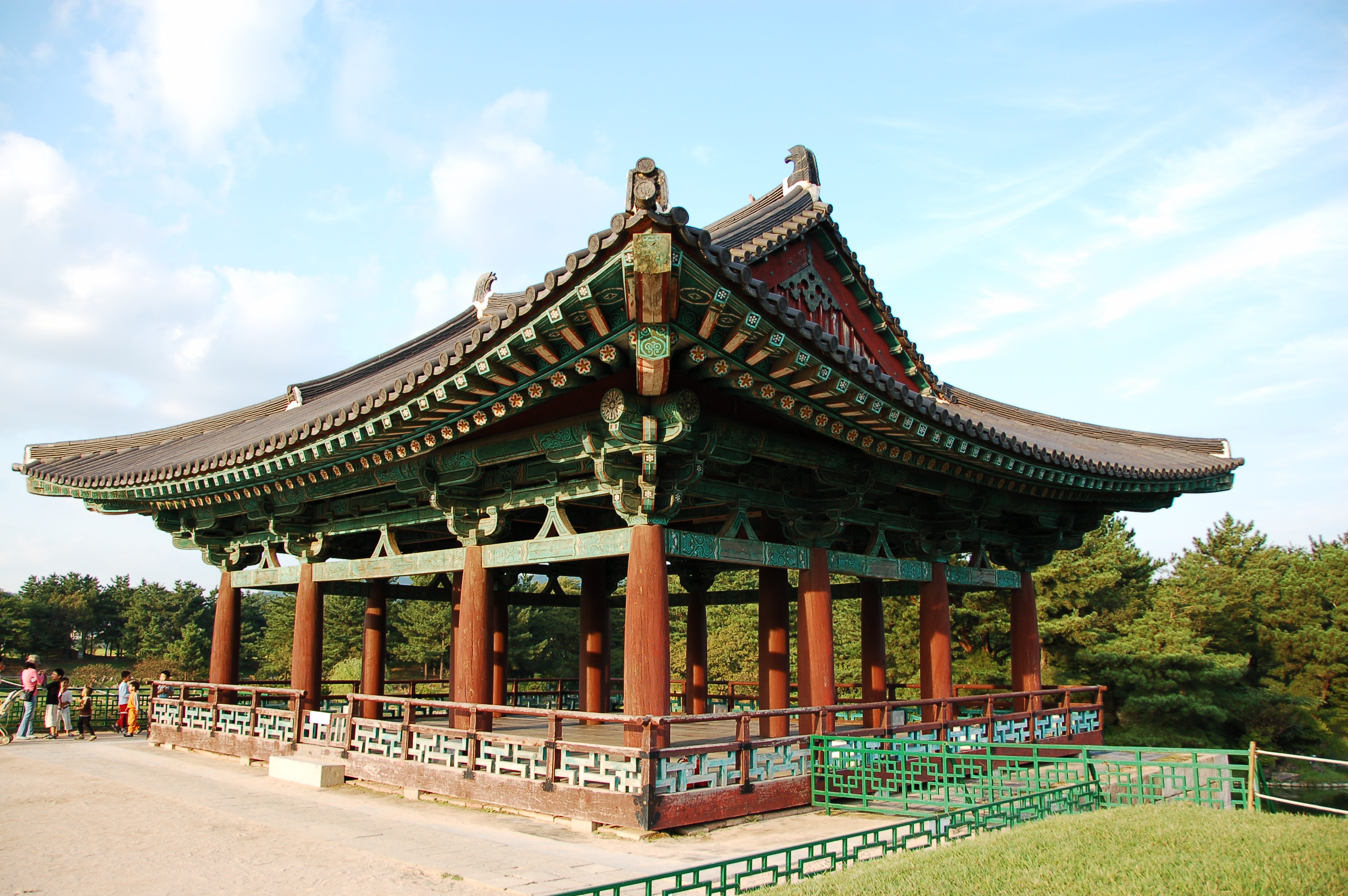
Một đình hóng mát được phục dựng tại hồ Anapji

Vườn quốc gia Gyeongju là một trong 22 vườn quốc gia tại Hàn Quốc. Lần đầu khu vực này được chuyển thành vườn quốc gia là vào năm 1968.  Vườn quốc gia này có nhiều địa điểm lịch sử của thời kỳ Silla ở Thành phố Gyeongju. Khu vực vườn được chia ra thành các khu không liền kề:  Gumisan và Danseoksan về phía tây của trung tâm thành phố; Hwarang, Seo-ak, Sogeumgang, và Namsan về phía trung tâm của Gyeongju; Tohamsan về phía đông, và Daebon  về phía bờ biển của biển Nhật Bản.
Gyeongju, là vườn quốc gia lịch sử duy nhất trong số các vườn quốc gia ở Hàn Quốc, là vườn quốc gia được công nhận sớm thứ 2 (năm 1968, cùng với vườn quốc gia Gyeryongsan, Hallyeohaesang, sauJirisan năm 1967). Nơi đây có tổng diện tích 137.1 km2 được chia thành 8 khu. Trong đó có những địa điểm nổi bật là đền Bulguksa, Núi Tohamsan nơi có hang Seokguram, núi Namsan - nơi được coi là bảo tàng Phật giáo ngoài trời.
Gyeongju  như một cuốn sách lịch sử sống với những di tích được bảo tồn của thời kỳ Silla nằm hài hòa với cảnh quan tự nhiên. Năm 1979, UNESCO đã liệt kê nơi đây là 1 trong 10 khu di tích lịch sử quan trọng nhất thế giới.